# Johannes van Matha

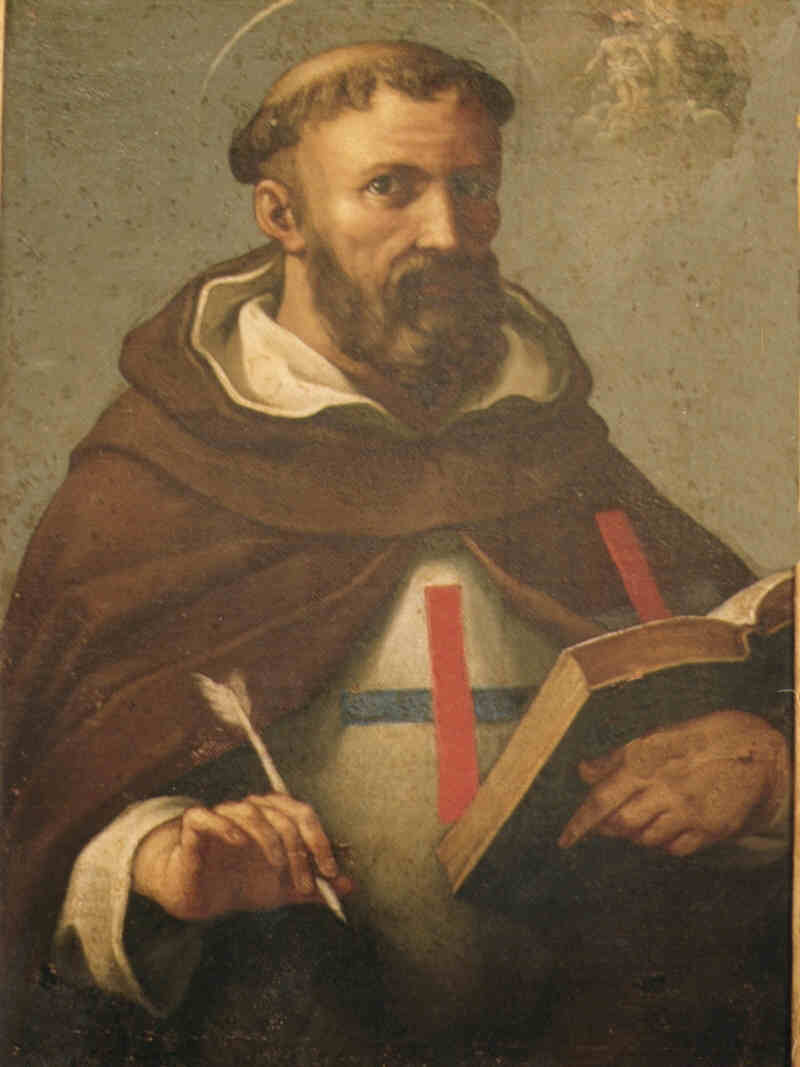
Johannes van Matha

Sint-Johannes van Matha (Faucon-de-Barcelonnette, kort voor 1160 – Rome, 1213) was een der stichters van de Orde der Trinitariërs.

## Leven
De heilige Johannes van Matha was Fransman van geboorte. Hij diende lange tijd aan het pauselijke hof ten tijde van het pontificaat van Gregorius IX. Aangespoord door een visioen, stichtte hij, tezamen met Sint-Felix van Valois de Orde van de Allerheiligste Drie-eenheid tot vrijkoop der gevangenen, beter bekend als de Trinitariërs. Hij stierf te Rome in het jaar 1213.

## Verering
Sint-Johannes de Matha werd heilig verklaard in 1666. Zijn gedenkdag valt in de Rooms-Katholieke Kerk op 8 februari of 17 december.